# Amparo Muñoz
Amparo Muñoz Quesada, född 21 juni 1954 i Vélez-Málaga, provinsen Málaga, död 27 februari 2011 i Málaga, var en spansk skådespelerska. Hon kröntes till Miss Spanien 1973 och till Miss Universum  den 21 juli 1974 som representant för Spanien. Hon var den första spanjorskan som vann denna skönhetstävling.
Redan 15 dagar efter att hon blev miss Universum ville hon avsäga sig utmärkelsen eftersom hon tyckte illa om tävlingen.  Det var en stor skandal vid den tiden och ingen hade gjort så förut. Hon tvingades att behålla kronan i sex månader tills hon vägrade att låta sig styras av organisationen och en resa till Japan. Efteråt spreds falska rykten om att hon blev porrfilmsstjärna.
Amparo Muñoz deltog i över 40 filmer i Spanien och var en av Spaniens mest aktade skådespelare.